# 修饰语
修饰语（英語：modifier、qualifier）是在短语中起修饰、限制作用的词语，被修饰的词语称为中心语。例如：哲学书籍、幸福地笑、人之初、red panda、walk slowly（画下划线的为修饰语）。

## 前置修饰语与后置修饰语
在中心语前的修饰语称前置修饰语（英語：premodifier），在中心语后的修饰语称后置修饰语（英語：postmodifier）。例如：“大侠”中的“大”是“侠“的前置修饰语；“侠之大者”中的“大”是“侠”的后置修饰语。

### 现代汉语
现代汉语中的定语（英語：attributive）大多是修饰名词的前置修饰语；而状语和补语分别指修饰动词或形容词的前置与后置修饰语。:3, 5
- 公园里那只会说话的棕色松鼠。

按照句子成分分析法，上例定中短语中“松鼠“是中心语；“公园里“、“那只”、“会说话的“、“棕色“是修饰“松鼠”的前置修饰语，同时是定语。
- 悄悄地如鬼魅般的跑。

按照句子成分分析法，上例状中短语中“跑“是中心语；“悄悄地“、“如鬼魅般的“是修饰“跑”的前置修饰语，同时是状语。
- 跑过来。

按照句子成分分析法，上例中补短语中“跑“是中心语；“过来“是修饰“跑”的后置修饰语，同时是补语。
更多例子：
- 沙漠中那悬浮着的巨大光滑物体。

### 英语
英语中的修饰语可分为定语和状语（英語：adverbial），与现代汉语的定义不相等，区别在于定语修饰名词，状语修饰动词、形容词。
短语的中心语可由多个修饰语修饰。例如：
- The brown squirrel in the park who can talks.

在这个名词短语中，squirrel是中心语；brown是前置修饰语；in the park、who can talks是后置修饰语。
英语中的充当后置修饰语的语法结构主要有介词词组 、非限定分句、关系分句、 某些前置修饰语的补足成分 (complementation) 以及某些较长的形容词词组 。

## 悬垂修饰语
悬垂修饰语是因修饰语所修饰的对象不明而产生歧义的修饰语。例如：
- 他和她的狗。

以上的短语的意义不明确，可理解为“（他和她）的狗”，或“他和（她的狗）”，这样的短语称为多义短语。

## 历史
修饰语在早期的语法特指修饰动词、形容词和副词的状语。